# 초동중학교
초동중학교는 경상남도 밀양시에 있었던 공립 중학교이다.

## 학교 연혁
- 1960년 4월 12일 초동중학교 개교(3학급 인가)
- 1963년 2월 15일 제1회 졸업(40명)
- 1967년 3월 11일 학칙 변경 인가(6학급)
- 1971년 2월 12일 학칙 변경 인가(12학급)
- 1998년 8월 4일 학칙 변경 인가(3학급)
- 2011년 2월 16일 제50회 졸업(총 5,935명)
- 2012년 3월 1일 제26대 신경숙교장선생님 부임
- 2012년 3월 2일 신입생 입학 12명(남6, 여6)
- 2013년 3월 4일 신입생 입학 18명(남5, 여13)
- 2013년 9월 2일 제27대 이필연 교장선생님 부임
- 2014년 2월 14일 제52회 졸업, 졸업생 11명(총 5,959명)
- 2014년 3월 3일 신입생 입학 23명(남9, 여14)
- 2015년 2월 28일 기숙형 중학교 미리벌중학교 개교로 인한 통폐합으로 인해 55년만에 폐교[1]

## 폐교 이후
폐교 이후, 초동중학교 부지에는 밀양아리솔학교가 2022년에 개교할 예정이다.

## 참고 자료
- 초동중학교 - 한국교육학술정보원 학교알리미